# Omari Jones
Omari Lamon Jones (* 7. November 2002 in Orlando, Florida) ist ein US-amerikanischer Boxer im Halbmittelgewicht.

## Boxkarriere
Jones gewann 2020 die US-Meisterschaften und startete dann bei der Weltmeisterschaft 2021 in Belgrad, wo er sich gegen Djo Engulu, Tyler Jolly, Martin Skogheim, Wanderson de Oliveira und Lascha Guruli in das Finale vorkämpfte und dort knapp mit 2:3 gegen Sewon Okazawa unterlag. Bei der Panamerikameisterschaft 2022 in Guayaquil erreichte er das Halbfinale, wo er mit 2:3 gegen Marco Verde ausschied und Bronze gewann. Diesem unterlag er auch im Viertelfinale bei den Panamerikanischen Spielen 2023 in Santiago.
2024 siegte er beim 1. Olympiaqualifikationsturnier in Busto Arsizio jeweils gegen Aliaksandr Radzionau, Mohamed Rachem, Moslem Maghsoudi und Nishant Dev, wodurch er sich für die Olympischen Spiele 2024 in Paris qualifizierte. Bei Olympia schlug er Chia-Wei Kan und Rami Kiwan, ehe er im Halbfinale mit 2:3 gegen Asadxoʻja Moʻydinxoʻjayev ausschied und Bronze gewann. Er erkämpfte damit die einzige olympische Medaille des US-Boxteams dieser Spiele.